# Domenico Serafini
Domenico Serafini (Roma, 3 agosto 1852 – Roma, 5 marzo 1918) è stato un cardinale e arcivescovo cattolico italiano.

## Biografia
Nacque a Roma il 3 agosto 1852.
Papa Pio X lo elevò al rango di cardinale nel concistoro del 25 maggio 1914: dopo appena tre mesi partecipò al conclave che elesse il successore di Pio X: Benedetto XV.
Morì il 5 marzo 1918 all'età di 65 anni.

## Genealogia episcopale e successione apostolica
La genealogia episcopale è:
- Cardinale Scipione Rebiba
- Cardinale Giulio Antonio Santori
- Cardinale Girolamo Bernerio, O.P.
- Arcivescovo Galeazzo Sanvitale
- Cardinale Ludovico Ludovisi
- Cardinale Luigi Caetani
- Cardinale Ulderico Carpegna
- Cardinale Paluzzo Paluzzi Altieri degli Albertoni
- Papa Benedetto XIII
- Papa Benedetto XIV
- Papa Clemente XIII
- Cardinale Marcantonio Colonna
- Cardinale Giacinto Sigismondo Gerdil, B.
- Cardinale Giulio Maria della Somaglia
- Cardinale Carlo Odescalchi, S.I.
- Cardinale Costantino Patrizi Naro
- Cardinale Serafino Vannutelli
- Cardinale Domenico Serafini, Cong.Subl. O.S.B.

La successione apostolica è:
- Cardinale Alessio Ascalesi, C.PP.S. (1909)
- Vescovo Silvio Gasperini (1913)
- Arcivescovo Carlo Gregorio Maria Grasso, O.S.B. (1915)
- Vescovo Amand-Théophile-Joseph Legrand, C.S.C. (1916)
- Cardinale Pietro Fumasoni Biondi (1916)
- Arcivescovo Bartolomeo Cattaneo (1917)